# Day-Mar
Dagmar Otto je nizozemska hardcore techno, darkcore, frenchcore, industrial hardcore i UK hardcore producentica i DJ-ica. 2003. godine je postala aktivna u house glazbi i nakon 5 mjeseci vježbanja radila je na svojoj prvoj zabavi u Talentroomu u Leeuwardenu. Raspitivala se za zabave i probila se na njima s pojavljivanjem na Masters of Hardcore zabavi u areni Thialf u Heerenveenu (travanj 2005.).
Njena prva vinilna ploča je "Embrace the Night" objavljena u diskografskoj kući Masters of Hardcore. To je također bila himna drugog izdanja Masters of Hardcorea u Njemačkoj. Vokale u ovome izdanju pjeva Charlotte Wessels, Dagmarina sestrična koja je također vodeći vokal u symphonic metal bandu Delain.

## Diskografija
Diskografija
Travanj 2005.: Masters of Hardcore 19
- Hear DaY-mar Whistle
- Fucking Motherfucking Slit

Rujan 2005.: Masters of Hardcore 20
- Time is on my side
- Bedtime story

Siječanj 2006.: Masters of Hardcore 2006 Anthem
- Fucking Motherfucking Slit

Travanj 2006.: Titans
- Playground Of The Gods
- CD2 mixed by DaY-mar

Listopad 2006.: Masters of Hardcore 2007 Anthem "Embrace The Night"
- "Embrace The Night"
- "DSTR"
- "Embrace The Night (Vocal Dub)"

Studeni 2007.: Masters of Hardcore CD2024
- No Prada

Lipanj 2009.: The Thunderdome Fight Night Anthems 2009
- Unexist vs. Day-Mar - K.O.

Videografija
Studeni 2008.: Masters of Hardcore - Pole Position (DVD)
- Pole Position Anthem (Video Clip)

## Vanjske poveznice
- Službena stranica  Arhivirana inačica izvorne stranice od 14. svibnja 2008. (Wayback Machine)
- Diskografija na Discogsu